# Kuldeblanding
En kuldeblanding er en blanding af to eller flere kemiske stoffer, således at reaktionen mellem dem kræver mere varme end den, der findes i stofferne. Det betyder, at der skal tages varme fra omgivelserne, som afkøles. Resultatet er en sænkning af blandingens frysepunkt. Før mekaniske kølemetoder blev opfundet i midten af det 19. århundrede, var kuldeblandinger den eneste måde at opnå kunstig køling på. Den kemiske betegnelse for denne proces er en endoterm reaktion.
Den mest almindelige kuldeblandinger er vand og salt. Saltning af veje får vejen til at køle ned, når der tilføres fugt. Den saltlage, der dannes, er dog flydende ved temperaturer et godt stykke under frysepunktet, og giver dermed bedre friktion end vand alene, som bliver til is. Effekten er ikke permanent, da pladen bliver tyndere og tyndere i takt med at luften afgiver mere fugt på grund af afkølingen. Svag saltlage har en højere frysetemperatur.
Salpeter kan også danne grundlag for kuldeblanding. Metoden blev populær, fordi den ikke krævede is.
En kuldeblanding af salt (NaCl) og is blev brugt til at køle is, mens den blev lavet. I det rigtige blandingsforhold, med 23,3% salt, kan temperaturen falde til -21 grader Celsius.